# Perissus delectus
Perissus delectus är en skalbaggsart som beskrevs av J. Linsley Gressitt 1951. Perissus delectus ingår i släktet Perissus och familjen långhorningar. Inga underarter finns listade i Catalogue of Life.